# Терцијарна структура протеина
Терцијарна структура протеина у биохемији је његова тродимензионална структура, дефинисана координатама атома.

## Веза са примарном структуром
Терцијарна структура је у великој мери одређена примарном структуром протеина. Методе које користе примарну структуру за предвиђање терцијалне су опште познате као методе предвиђања протеинске структуре. Средина у којој је протеин синтетисан и у којој треба да се увије представља важну детерминанту његовог коначног облика и најчешће се не узима директно у обзир у актуелним методама предвиђања (највећи број таквих метода се ослања на поређење примарне структуре чија се терцијарна предвиђа, са примарном структуром чија је терцијарна одређена, преузетом из Протеинске банке података), чиме се на индиректан начин узима у обзир и средина јер се претпоставља да анализирана и референта структура имају слично ћелијско окружење.

## Одређивање терцијарне структуре
Код глобуларних протеина, терцијарне интеракције су често стабилизоване повлачењем хидрофобних бочних група ка унутрашњости протеина, у којој нема воде, и обогаћивањем контактне површине протеин-вода са наелектрисаним и хидрофилним бочним групама. 
Код екстрацелуларних протеина, који не проводе време у цитоплазми, дисулфидни мостови између бочних група цистеина помажу при одржавању терцијарне структуре. Мноштво сличних, стабилних терцијарних структура се јавља код протеина који немају сличну функцију, нити еволуцију, нпр. многи протеини су обликовани као ТИМ буре, названо по ензиму триозофосфоизомераза. 
Још једна честа терцијарна структура је врло стабилно димерно увијено клупко, састављено од четири алфа хеликса. Протеини се класификују по структурама које поседују, у датотекама као што су  или CATH. 
Не постоји код сваког полипептидног ланца јасно дефинисана терцијарна структура. 
Неки протеини, нарочито краћи, су у свом нативном стању неуређени и постоје као насумично клупко у стандардним физиолошким условима. Унутар иначе врло уређеног протеина могу постојати неуређени региони, посебно на крајевима ланца или деловима који повезују домене, чија се релативна оријентација може мењати у зависности од средине у којој се налазе.

## Стабилност нативних стања
Најчешћа конформација протеина у његовом ћелијском окружењу се назива нативно стање или нативна конформација. Тврдња да је његово најкарактеристичније стање уједно и термодинамички најстабилније за дату примарну структуру, је прихватљива у првој апроксимацији, међутим уједно претпоставља да реакција заузимања овог стања није кинетички контролисана, тј. да је време од транслације до преласка у нативно стање кратко.
У ћелији, велики број протеина-пратилаца (chaperones), помажу тек синтетисаном полипептиду да заузме своју нативну комформацију. Неки од тих протеина делују врло селективно, као протеин дисулфид изомераза, други су општији и могу помагати већини глобуларних протеина- прокариотски ГроЕЛ/ГроЕС систем и њему хомологан еукариотски Хсп60/Хсп10 систем спадају у ову категорију.
Одређени протеини ефикасно користе чињеницу да могу постати кинетички заробљени у некој високоенергетској конформацији, услед кинетике увијања протеина. 
Између осталог, протеин хемаглутинин, инфлуенца вируса, бива синтетисан као један полипептидни ланац који делује као ’кинетичка замка’. Активан облик протеина се протеолитички разлаже тако да формира два полипептидна ланца која су заробљена у високоенергетској конформацији. Услед пада  вредности, протеин пролази кроз енергетски повољан конформациони преображај који му омогућава да продре кроз мембрану ћелије домаћина.

## Експериментално одређивање
Највећи број до данас познатих протеинских структура су одређене методом рендгенске кристалографије, која даје податке високе резолуције, али не и временски зависне информације о конформационој флексибилности протеина. Други, чест начин за одређивање структуре протеина јесте помоћу нуклеарне магнетне резонанције, која даје податке нешто ниже резолуције и ограничена је на анализу релативно малих протеина, али обезбеђује временски зависне информације о кретању протеина у раствору. Више се зна о карактеристикама терцијарне структуре растворљивих глобуларних протеина, него мембранских протеина јер је исте изузетно тешко анализирати наведеним методама.

## Историјат
Како је терцијарна структура битан појам у биохемији, а одређивање структуре тешко, предвиђање протеинске структуре је дуго било нерешен проблем. Прва претпостављена структура глобуларног протеина је био модел Дороти Вринч, (cyclol) модел, али је он убрзо одбачен јер се није слагао са експерименталним резултатима. Савремене методе су понекад способне да предвиде терцијарну структуру de novo у оквиру 5 ангстрема код малих протеина (< 120 остатака), и под повољним условима као што су нпр. поуздано претпостављена секундарна структура.